# Kattaikkuttu

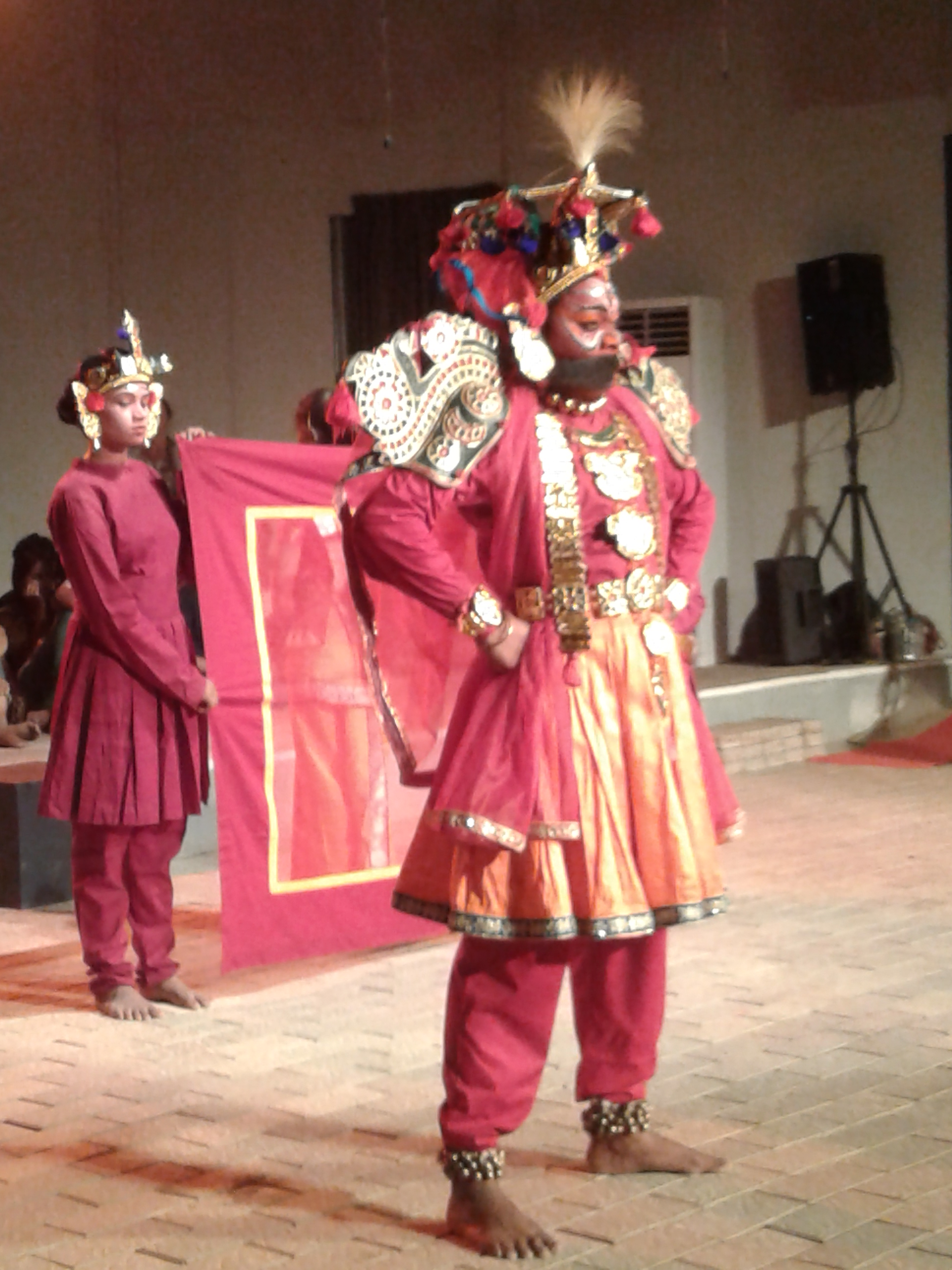
Kattaikkuttu bei der Kochi-Muziris Biennale, einer Ausstellung zeitgenössischer Kunst in Kochi, 2018

Kattaikkuttu (Tamil), kaṭṭaikūttu, auch Terukkuttu, englische Umschrift Therukoothu, ist ein religiöses Straßentheater im südindischen Bundesstaat Tamil Nadu, das in tamilischer Sprache aufgeführt wird und Tanz, Drama, Gesang und Instrumentalmusik beinhaltet. Die Themen stammen meist aus dem altindischen Epos Mahabharata und konzentrieren sich auf die Figur der Prinzessin Draupadi. Bei mehrtägigen Tempelfesten für die als Göttin verehrte Draupadi sind Aufführungen von Kattaikkuttu ein Teil des Programms. Dabei zeigen reich kostümierte und geschminkte Darsteller neun bis zehn Stücke an ebenso vielen aufeinanderfolgenden Tagen und Nächten.

## Namen
Die Bezeichnungen Kattaikkuttu und Terukkuttu werden in der Literatur häufig austauschbar verwendet. Terukkuttu setzt sich aus teru, „Straße“ und kuttu, „rituelles Theater“ zusammen, kattai oder kattai camankal heißen verschiedene Ornamente am Kostüm, die eine heldenhafte männliche Figur, also einen Gott, Dämon oder König kennzeichnen. In einem eingrenzenden Sinn steht Kattaikkuttu für eine nächtliche dramatische Inszenierung des Draupadi-Mythos von 12 bis 15 Darstellern an einem bestimmten Ort. Das Wort für Straße (teru) mit seinem abwertenden Beigeschmack wird so vermieden. Terukkuttu ist demgegenüber ein mobiles Straßentheater aus zwei Personen bei einer Prozession, die Mitte Juni bis Mitte September zu Ehren der Pestgöttin Mariamman durchgeführt wird. Beim Terukkuttu fehlen die erzählenden, die Handlung erklärenden Einschübe. Die beiden Akteure begleiten mit Gesang und Tanz den Wassertopf (karakam heißt der Topf und das dazugehörige Ritual), der Mariamman symbolisiert, auf dem Weg rund um das Dorf. Die Kattaikkuttu-Darsteller selbst nennen ihr Theater schlicht Kuttu.

## Herkunft und Umfeld
Kattaikkuttu gehört zu den hinduistischen Ritualtheatern, die sich aus altindischen, in den Veden beschriebenen Opferritualen entwickelt haben und im ganzen Land besonders anlässlich der jährlichen Tempelfeste aufgeführt werden. Ritualtheater werden nach der Gruppenzugehörigkeit ihrer Darsteller eingeteilt in solche, die wie Ayyappan tiyatta und Mutiyettu in Kerala zum Umfeld von Brahmanenkasten gehören und andere, deren Hauptakteure wie beim Geisterbeschwörungsritual Bhuta kola in Karnataka aus den unteren Bevölkerungsschichten stammen. Die meisten der bei Tempelfesten aufgeführten Ritualtheater haben neben ihrer religiösen eine soziale Bedeutung, da unabhängig davon, in wessen Händen die organisatorische Leitung liegt, stets mehrere oder alle Kasten eines Dorfes daran teilnehmen. Nach der streng definierten sozialen Hierarchie sind die einzelnen Berufsgruppen mit verschiedenen Aufgaben betraut.
In den im Schauspiel und in den Monologen ausgebreiteten mythologischen Geschichten wird die magische Macht einer Gottheit beschworen und ihre Wirksamkeit begründet. Häufig geht einer dramatischen Inszenierung im zweiten Teil der Veranstaltung ein einführender Teil voraus, in dem der Inhalt entweder in Versform gesungen wird wie im Teyyam von Kerala und dem Maskentanz Gambhira von Westbengalen oder von einem Erzähler in Prosa vorgetragen wird wie beim ersten Teil (kuttu) des Tanztheaters Kutiyattam oder des Besessenheitsrituals Ayyappan tiyatta. Im Mutiyettu und im Prahlada nataka in Orissa findet im zweiten Teil eine dramatische Konfrontation zwischen dem von der Gottheit besessenen Darsteller (Kali im ersten, Narasimha im zweiten Fall) und dem dämonischen Widersacher statt. In den bisher genannten Ritualtheatern, ebenso wie im Nagamandala im Südwesten von Karnataka, gerät jeweils nur der Hauptdarsteller in einen Zustand der Besessenheit und Trance. Dagegen kommt in unterschiedlicher Form ein Besessenheitszustand im Kattaikkuttu bei mehreren Akteuren und bei gläubigen Zuschauern vor. Eine weitere Ausnahme in der Region des Nagamandala bildet Siri jatre, ein Jahresfest für die Siri-Geister, bei dem zahlreiche weibliche Mitglieder dieses Kults zur selben Zeit in Trance verfallen oder besessen werden.
Die Tradition, Geschichten mit Liedern zu vermitteln, wurzelt in Formen wie dem Erzählstil Villu pattu („Bogen-Lied“) oder dem Einpersonenstück Nondi-natakam, bei dem ein Darsteller einen einbeinigen (nondi) Dieb verkörpert, der in Liedern von seinen Abenteuern mit einer Kurtisane und seinen Diebstählen berichtet, bis man ihm zur Strafe das Bein abhackt. Nondi-natakam entstand im 17. oder Anfang 18. Jahrhundert und wird in der Gegend um Madurai aufgeführt.
Ein ähnliches Straßentheater wie Kattaikkuttu ist Veethi nataka, das beliebteste Volkstheater in Andhra Pradesh. Es wird in Telugu aufgeführt, sein Name setzt sich aus veethi, „Straße“ und nātaka „Theater“ zusammen. Zu dieser, möglicherweise bis ins 12. Jahrhundert zurückreichenden Tradition gehört auch bayalata, allgemein etwa „Aufführung im Freien“, damit ist in Karnataka das Tanztheater Yakshagana gemeint. Das volkstümliche Straßentheater Nadagam der Singhalesen in Sri Lanka soll Ende des 18. Jahrhunderts von katholischen Missionaren entwickelt worden sein, die Elemente aus dem Kattaikkuttu und anderen Stilen übernahmen.
Ras lila und Krishnanattam sind devotionale Theaterstile, die sich der Verehrung Krishnas in seiner menschlichen Gestalt widmen, demgegenüber sollen durch die Aufführung von Kattaikkuttu Lokalgottheiten besänftigt werden. Das als volkstümlich kategorisierte Kattaikkuttu ist wie etwa das in der zweiten Hälfte des 16. Jahrhunderts in Kerala entstandene christliche Tanztheater Cavittu natakam stilistisch weniger streng festgelegt als die klassischen hinduistischen Traditionen.
Einige Anhaltspunkte sprechen dafür, dass die Geschichte von Kattaikkuttu mit der tamilischen Abhandlung über Musik und Tanz Shilappadhikaram begann, die während der Sangam-Zeit im 2. Jahrhundert n. Chr. verfasst wurde. Kuttar oder kuttan bezeichnete spezialisierte Akteure in gewissen Ritualtheatern, auch herumziehende Barden, die über ein vielfältiges mythologisches Wissen verfügten. Adiyarkkunallar schrieb im 12. Jahrhundert einen epischen Kommentar, in welchem er Shilappadhikaram als Drama bezeichnete. Teile des Dramas werden bis heute von Kattaikkuttu-Darstellern aufgeführt. Anfang und Ende der heutigen Inszenierung entsprechen inhaltlich denjenigen der einzelnen Kapitel des Shilappadhikaram. Schließlich besteht ein struktureller Zusammenhang, denn im altindischen Vorläufer und im heutigen Kattaikkuttu folgen jeweils nach einem Gesang in Versform ausführliche Erklärungen in Prosa.

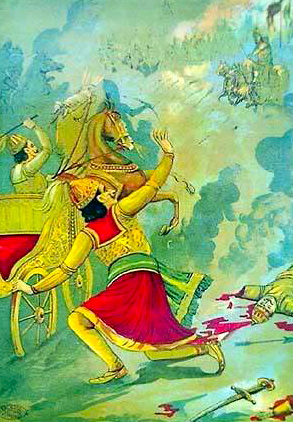
Tod Karnas. Malerei von Raja Ravi Varma (1848–1906)

Zentrum der Kattaikkuttu-Tradition ist ein relativ kleines Gebiet um Gingee im Norden von Tamil Nadu. Inschriften zufolge wurden während der vom 9. bis zum 12. Jahrhundert blühenden Chola-Dynastie bei Tempelfesten Schauspiele zu Ehren der Könige aufgeführt. Hinweise zu verschiedenen Volkstheaterformen finden sich in der Zeit der Nayak-Dynastien im 16. und 17. Jahrhundert. Möglicherweise entwickelte sich in dieser Zeit im Gebiet um Gingee bei Tempelfesten für Draupadi Amman in Anlehnung an Yakshagana ein Theater (kuttu) mit Themen aus dem Mahabharata. Für einige tamilische kuttu wurde in der Nayak-Zeit auch das Kannada-Wort yakshagana verwendet, was auf die Verbindung beider Stile hinweist. Die heutige Form des Kattaikkuttu entstand wohl erst im 18. oder 19. Jahrhundert.
Die Tamilen in Tamil Nadu, Sri Lanka und Südostasien verehren in zahlreichen Tempeln Draupadi als Muttergöttin Draupadi Amman. Kattaikkuttu ist ein Teil des jährlichen Tempelfestes für Draupadi, das 21 Tage lang nach dem tamilischen Kalender im Monat Chittirai, also im April/Mai stattfindet. Die täglichen Aufführungen beginnen etwa ab der Hälfte der festlichen Zeit und dauern jeden Tag bis in die frühen Morgenstunden. Zu den religiösen Ritualen mit Unterhaltungswert gehört auch ein Feuerlauf (thimithi).
Darüber hinaus gehört Kattaikkuttu zu Ritualen wie kula devathai puja, einer Ehrerweisung (puja) an die Familiengottheit, und kathu kuttu, einer der früher zahlreichen Zeremonien im Familienkreis für ein Kind, bei der einem fünf- bis sechsjährigen Mädchen die Ohrläppchen durchstochen werden oder karumati, einem Bestattungsritual, das am achten oder zehnten Tag nach dem Tod von Familienmitgliedern durchgeführt wird. Bei all diesen Anlässen kommt der rituelle Aspekt von Kattaikkuttu zum Ausdruck. Ein während karumati puja veranstaltetes Theater, bei dem nachts der Sieg Arjunas über Karna aufgeführt wird (Karna mokshayam), soll dem Verstorbenen erleichtern, aus dem Kreislauf der Wiedergeburten auszubrechen und die Erlösung (moksha) zu erlangen.

## Inhalt

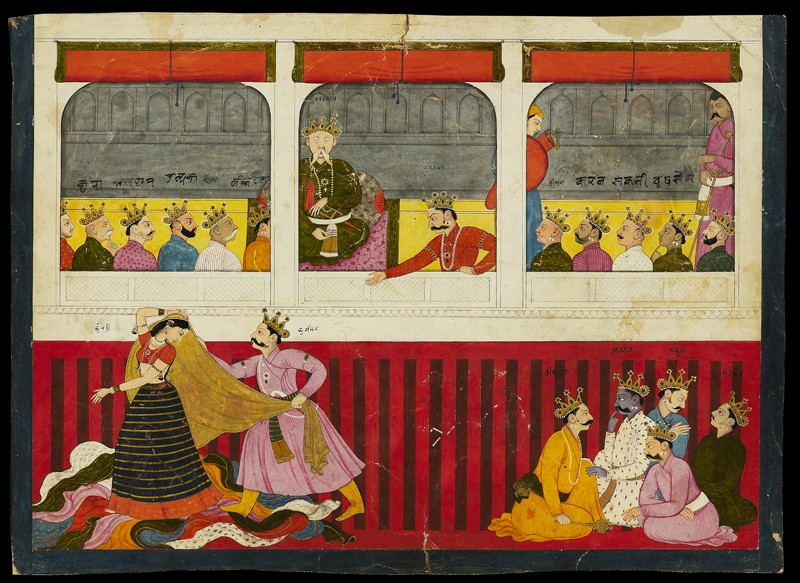
Duryodhana weist seinen Bruder Dushasana an, Draupadi zu entkleiden. Krishna schützt ihre Sittsamkeit durch ein Wunder, bei dem unter jedem abgewickelten Sari ein neuer zum Vorschein kommt.

Die Themen stammen überwiegend aus der von Villiputturar im 15. Jahrhundert verfassten tamilischen Version des Mahabharata (Paratam) und konzentrieren sich auf Draupadi, die im Epos als tugendhafte Prinzessin, Tochter des Königs Drupada und Frau der fünf Pandavas charakterisiert wird. Sie verkörpert das Ideal der keuschen und moralisch tadellosen Frau. In Südindien ist sie in den Rang einer Göttin aufgestiegen, die gelegentlich mit Durga gleichgesetzt und ähnlich wie Bhadrakali alias Kali in Kerala als Muttergöttin verehrt wird.
Die aufgeführten Stücke heißen Draupadi kalyanam („Die Hochzeit der Draupadi“), Supattirai kalyanam („Die Hochzeit von Subhadra“, Frau von Arjuna und Halbschwester Krishnas), Alli Arjunan („Hochzeit von Arjuna und Alli“, einer weiteren Frau Arjunas), Pancali capatam („Das Gelübde der Draupadi“), Arjunan tapam („Arjunas Askese“, tapas), Krishnan titu („Die Mission Krishnas“), Abhimanyu cantai („Der Sieg über Abhimanyu“), Karna mokshayam („Der Sieg über Karna“, Arjuna besiegt den großen König in der Schlacht von Kurukshetra), Patinettam por („Die Schlacht des 18. Tages“, dem letzten Tag der großen Schlacht) und Aravan lalappali („Opfer von Aravan in der Schlacht“, ein Wächtergeist oder Bhuta, Sohn von Arjuna und Ulupi).
Die Geschichte von Panchali capatam in der modernen Version des tamilischen Dichters und Freiheitskämpfers Subramaniya Bharati (1882–1921) entspricht etwa Draupadi vasthrabaranam. Yudhisthira hat im Glücksspiel sein Reich und die Prinzessin Draupadi an die Kauravas verloren. Sie befindet sich in der Hand von Duryodhana, der versucht, sie zu entkleiden, was nur mit göttlicher Hilfe verhindert werden kann. Bei Bharati wird Draupadi zur Metapher für das geschundene Indien, das unter der britischen Kolonialherrschaft leidet. Das Stück enthält auch einen emanzipatorischen, auf Frauenbefreiung gerichteten Aspekt.
Karna mokshayam steht am Ende einer Kattaikkuttu-Aufführung, wenn Arjuna Karna, den Sohn des Sonnengottes Surya und größten Krieger im Mahabharata, nach einem langen Kampf der gleich starken Gegner besiegt. Wenn dieses Stück bei einer karumati puja aufgeführt wird, liegt der von den Pfeilen Arjunas tödlich getroffene Karna auf dem Schlachtfeld. Krishna tritt auf, erwähnt den Namen Karnas und bittet für seine Erlösung (moksha) und das Wohlergehen seiner Angehörigen. In der nachfolgenden Zeremonie wird eine besondere Rituallampe (kamakshi deepam) angezündet, um dem Verstorbenen denselben Erlösungsweg des vorbildhaften Mythos zu ermöglichen.
Bei traditionellen Inszenierungen von Kattaikkuttu können Akteure und einige Zuschauer in einen Zustand der Besessenheit (tamil veri) geraten. Dies thematisiert das moderne, von P. Rajagopal verfasste Stück Veriyattam („Besessenheitstanz“), in welchem dieser Zustand zu einem gesellschaftlichen Phänomen erklärt und als Gier nach Macht und Geld und als religiöser Fanatismus kritisiert wird.

## Aufführungspraxis

### Ablauf

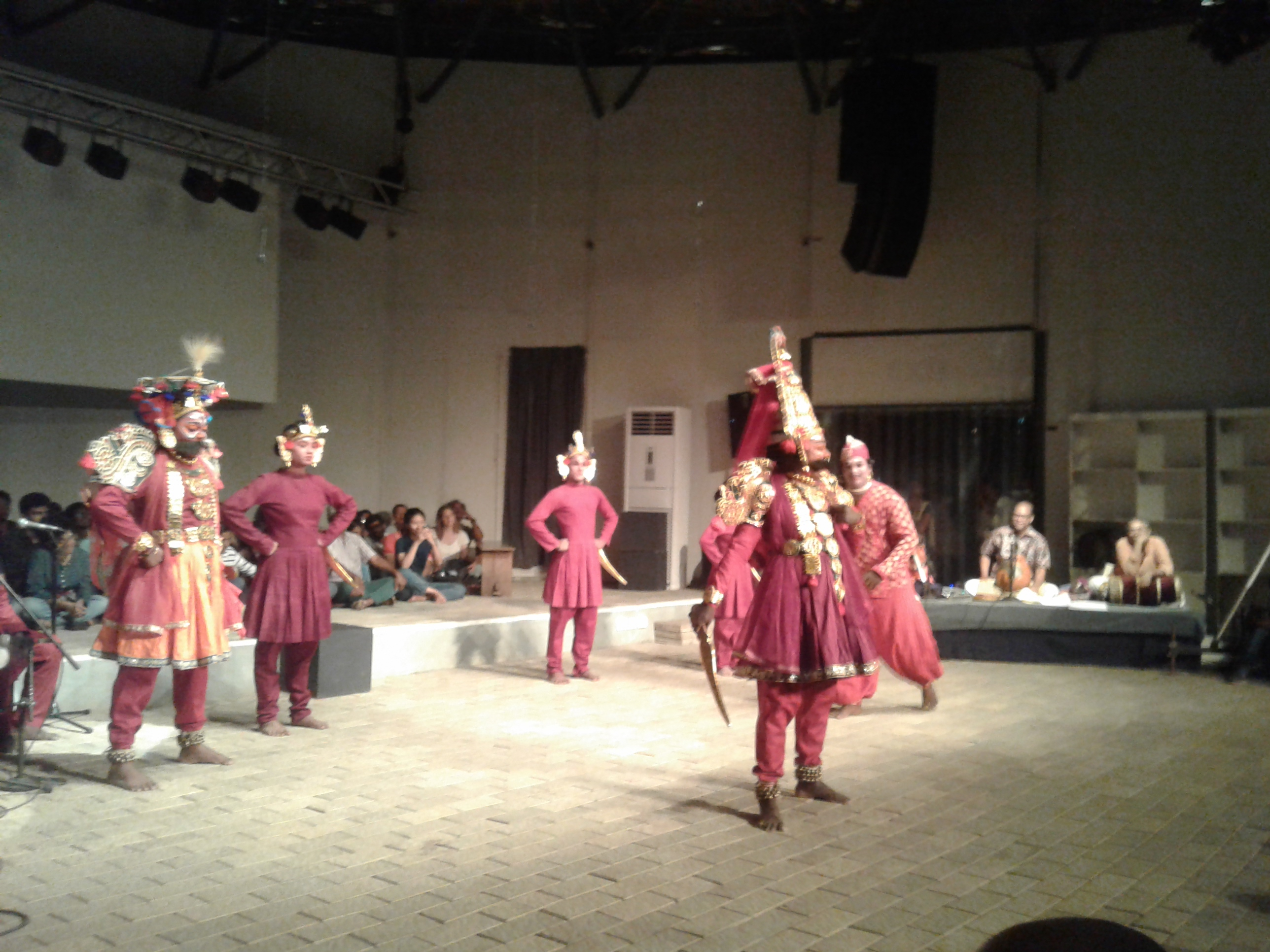
Kattaikkuttu bei der Kochi-Muziris Biennale in Kochi, 2018

Bei den Tempelfesten erzählen oftmals die Darsteller während der im Mai bis auf über 40 ° C ansteigenden Hitze des Tages dieselben Geschichten, die sie in der Nacht als Drama aufführen. Als Bühne für das nächtliche Schauspiel dient der Innenhof eines Tempels oder ein beliebiger Platz im Freien, um den sich die Zuschauer an drei Seiten auf den Boden setzen. Die Musiker und Sänger nehmen auf der rechten Seite der Bühne hinter den Darstellern Platz. Nun kommen zwei Helfer auf die Bühne, die zwischen sich einen Vorhang gespannt halten, über den ein maskierter Darsteller des Ganesha den Kopf des elefantenköpfigen Gottes dem Publikum präsentiert. Die Sänger stimmen ein Preislied an und bitten den Glück bringenden Gott um gutes Gelingen der Veranstaltung. Als Nächstes tritt hinter dem Vorhang die Hauptfigur auf, der Theaterdirektor und Erzähler (kattiyakkaran). Er entspricht dem Direktor (sutradhara) des Sanskrittheaters und verkörpert in einer Person zugleich die in vielen indischen Theatertraditionen auftretende komische Figur, deren Aufgabe es ist, den Kontakt mit den Zuschauern herzustellen und diese bei Laune zu halten. Der Kattiyakkaran fasst den Inhalt der nachfolgend dargebotenen Handlung zusammen und preist die religiösen Verdienste, die sich die Zuschauer erwerben können, wenn sie die Aufführung mitverfolgen. Als Erzähler erfüllt er eine wesentliche Funktion, indem er die Charaktere, die einzeln hinter dem Vorhang nach vorne kommen, einführt (solange sie dies nicht selbst tun) und die einzelnen Szenen miteinander verbindet. Seine Späße nehmen der dramatischen Inszenierung ihren tiefen Ernst. Der Erzähler bleibt während der gesamten Vorstellung präsent, greift nach eigenem Belieben in die Szenen ein, fasst das Geschehen am Ende zusammen und kündigt das Thema der Aufführung für den folgenden Tag an. Die Rolle des Kattiyakkaran wurde in das religiöse telugusprachige Tanzdrama Bhagavata mela übernommen, das nur um Thanjavur aufgeführt wird.
Devotionale Lieder (tamil viruttam) wechseln sich mit Dialogen in Prosa (vacanam) ab. Schauspieler singen, vom Chor unterstützt Lieder mit feststehenden Texten, während der Erzähler die jedem Lied nachfolgenden ausführlichen Kommentare innerhalb des mythischen Basistextes mit seiner Phantasie ergänzt und improvisiert. Dadurch weichen die einzelnen Aufführungen stets voneinander ab. Die Prosaabschnitte können in einer rhythmischen oder halb gesungenen Sprechweise vorgetragen werden. Die Melodien stammen aus der Volksmusik oder sind in einem südindischen Raga (Melodiefolge der klassischen Musik) und Talam (Rhythmusmuster) komponiert. Zu den üblichen Begleitinstrumenten gehören das indische Harmonium, die Doppelfelltrommel mridangam oder maddalam und die mukhavina (eine kürzere Form des Doppelrohrblattinstruments nadaswaram). Die Tänzer tragen laut klingende Fußschellen gejjai.
In seiner erklärenden Funktion agiert der Kattiyakkaran zugleich als Spaßmacher, dessen häufig derbe, die gesellschaftlichen Konventionen missachtende Scherze für das Publikum eine Brücke von den mythologischen Themen zu ihrem Alltagsleben schlagen. Hierfür genießt er reichlich darstellerische Freiheiten, um sich auf die Seite des Publikums zu schlagen und aus deren Blickwinkel das Agieren der übrigen Darsteller auf der Bühne zu kommentieren. Dieses Verfremdungsmittel, um die Grenzen von Raum und Zeit verschwinden zu lassen, ist typisch für einen großen Teil der indischen Theaterstile. So lädt im Stück Draupadivastrapaharanam Shakuni, der Widersacher der Pandavas, Yudhisthira, den ältesten der Pandavas, zu einem Glücksspiel ein, bei dem Yudhisthira sein ganzes Königreich verspielen wird. In der Aufführung weist Shakuni zuvor den ältesten der Kaurava-Brüder, Duryodhana an, ein Fünfsterne-Hotel zu bauen, um dorthin die Pandavas an den Spieltisch zu locken.
Dieses grenzüberschreitende Element des Humors basiert häufig auf einem Wortwitz. Beispielsweise will eine Gruppe von Brahmanenpriestern (purohit, Familienpriester) Duryodhana besuchen und bittet beim Palastwächter um Einlass. Dieser einfach strukturierte Mensch bringt zwei Wörter durcheinander und berichtet dem König, dass einige pokkirigal ihn zu sehen wünschen. So werden in Tamil Nadu nur finstere Tagdiebe genannt, weshalb Duryodhana verständlicherweise den Boten anweist, diese Leute zu entfernen. Das Publikum kreischt vor Lachen, als der Wächter beginnt, die nichtsahnenden Priester zu verprügeln. Eine weitere Basis für Lacher bilden Anzüglichkeiten. Als Arjuna eine schöne Kriegerin heiraten möchte, kommt er in ihr Schlafgemach in Gestalt einer Schlange, die von Krishna als Schlangenbeschwörer begleitet wird. Bei der Begegnung warnt der Schlangenbeschwörer die Dame, dass es sich bei ihrem Besuch um eine sehr besondere Schlange handelt. Nach einem Biss dieser Schlange würde ihr Bauch vorübergehend anschwellen.
Die gesamte Aufführung wird schrill und melodramatisch inszeniert, typisch ist eine heldenhafte Atmosphäre (vira rasa). Besonders wild geraten die Tänze bei den Schlachtszenen, wenn sich die Kontrahenten gegenseitig an die Gurgel springen und Kriegsgeschrei ausstoßen. Die Kostüme sind aufwendig und farbenprächtig. In der Gestaltung des mehrfarbigen Make-up lässt sich der Charakter der Figur ablesen.
Kuravanchi ist ein im 18. Jahrhundert entwickelter Aufführungsstil in der alten Versgattung kuram. Das Stück Draupadi kuravanchi wird an einem der Tage des Tempelfestes aufgeführt und handelt von Draupadi am Ende der zwölfjährigen Verbannung der Pandavas. Ein weiteres Stück, Madupidi Sandai („Der Kampf um die Rinder“), wird am folgenden Tag gezeigt.

### Soziales Umfeld
Zu den Tempelfesten mit Kattaikkuttu-Darbietungen in den Dörfern um Gingee kommen Darsteller aus verschiedenen Subkasten. Das Theater ist ein verbindender Teil der dörflichen Sozialstruktur, wenn Mitglieder der unteren Wäscherkaste (vannars) ihren Beitrag leisten und rituell hoch stehende Tempelpriester (pantarams) Blumengirlanden flechten.
Viele der Theatertruppen geben an, über die jeweils älteste Tradition zu verfügen. Kattaikkuttu-Darsteller gelten als rituelle Spezialisten, unabhängig von ihrer Kastenzugehörigkeit. Einige Mitglieder der Thambiran waren von zwei Jahrhunderten als Puppenspieler unterwegs. Ein bekanntes Dorf, in dem seit langem Kattaikkuttu aufgeführt wird, ist Kulamanthai, etwa 135 Kilometer nördlich von Chennai. Die Kattaikkuttu-Theatertruppen sind nach der Erntezeit in einem relativ kleinen Gebiet im Norden von Tamil Nadu unterwegs, im Unterschied zu den Darstellern von Tamasha in Mahabharata, die den gesamten Bundesstaat bereisen, bevor sie mit Beginn der Monsunzeit an ihre entfernte Heimatorte zurückkehren. Die Mitglieder indischer Volkstheatertruppen nehmen üblicherweise außerhalb der Saison eine Tätigkeit in der Landwirtschaft oder in anderen Gewerben auf.
1977 wurde in Chennai die Koothu-P-Pattarai (KPP)  gegründet, die sich zur führenden modernen Theatergruppe in Tamil Nadu entwickelte. 1997 stellte der KKP-Trust die vielfältigen Aktivitäten zur Entwicklung neuer Theaterformen und Nachwuchsförderung auf eine organisatorische Basis. Zur Ausbildung der KKP-Darsteller gehört auch das traditionelle Kattaikkuttu. Es gab gemeinsame Produktionen von Mitgliedern der KPP und Kattaikkuttu-Truppen, die im ganzen Land und bei Workshops im Ausland gezeigt wurden.